# Lampetis confossipennis
Lampetis confossipennis es una especie de escarabajo del género Lampetis, familia Buprestidae. Fue descrita científicamente por Fairmaire en 1884.